# Катрінегольм
Катрінегольм (швед. Katrineholm, pronunciation: extendedⓘ or shortenedⓘ) — населений пункт та адміністративний центр комуни Катрінегольм, лен Седерманланд, Швеція, де проживало 21 993 мешканців в 2010 році. Він знаходиться в глибині лена Седерманланд та є третьою міською територією за населенням у лені після Ескільстуни та центру лена Ничепінга.

## Історія
Назва Катрінегольм походить з герцогської резиденції з цією назвою, на честь Катерини Юлленгорн, яка там проживала. Поселення почало зростати, коли воно стало залізничним вузлом, що з'єднує залізниці Стокгольм — Гетеборг і Стокгольм — Мальме. У 1917 р. місто мало населення 6 тис. осіб, а з 1971 р. є центром комуни Катрінегольм.

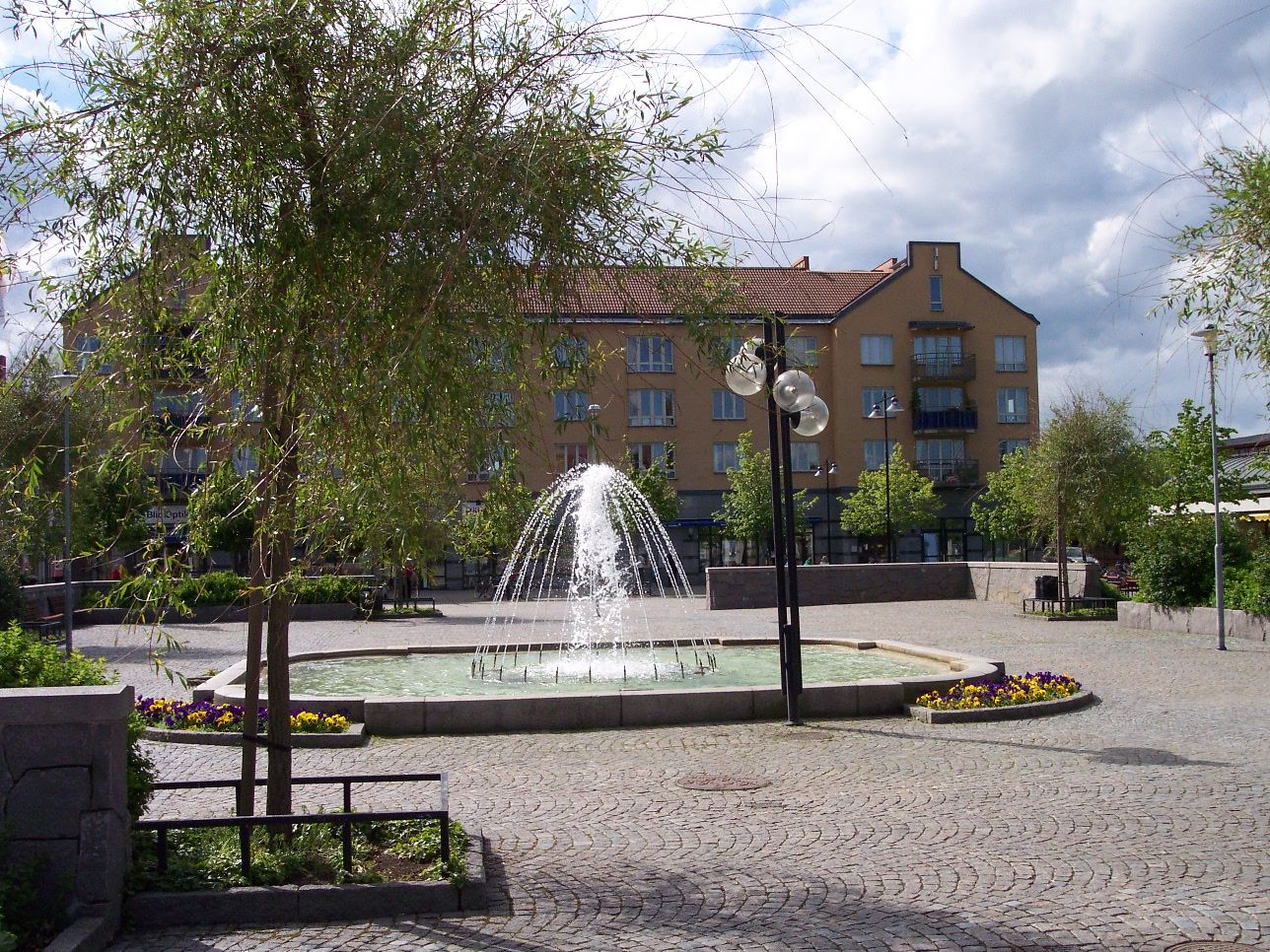

Катрінегольм мав сильний промисловий сектор, з декількома транснаціональними корпораціями, такими як Ericsson і Scania, що сприяли його економіці, але в 1990-х роках деякі з цих компаній скоротили свою робочу силу тут. Сьогодні багато жителів працюють в інших місцях, зокрема в Стокгольмі, оскільки до нього можна дістатись швидко на потязі.
Протягом 1970-х і 1980-х років команда хокею м'ячем була однією з кращих у шведській національній лізі, вигравши чемпіонати 1969, 1970 і 1972 років. Федерація міжнародного бенді має офіс у Катрінегольмі.
Дії фільму 1985 року  On the loose , з хардрок групою Europe, відбуваються в Катрінегольмі.

## Спорт
- Футбольний клуб Вермболс
- Клуб хокею м'ячем Катрінегольм Вермбол

## Видатні уродженці та мешканці
- Анетт Ользон — співачка
- Гедвіг Ліндаль — футболістка
- Ларс Лагербек — футболіст, тренер
- Маркус Гайккінен — футболіст
- Пер Єршильд — письменник та медик
- Сусанне Гуннарссон — веслувальниця, олімпійська чемпіонка
- Томас Густафсон — ковзаняр, олімпійський чемпіон
- Себастьян Самуельссон — біатлоніст, олімпійський чемпіон